# Star Air (Indonésia)
Star Air era uma companhia aérea da Indonésia com sede em Jacarta.

## História

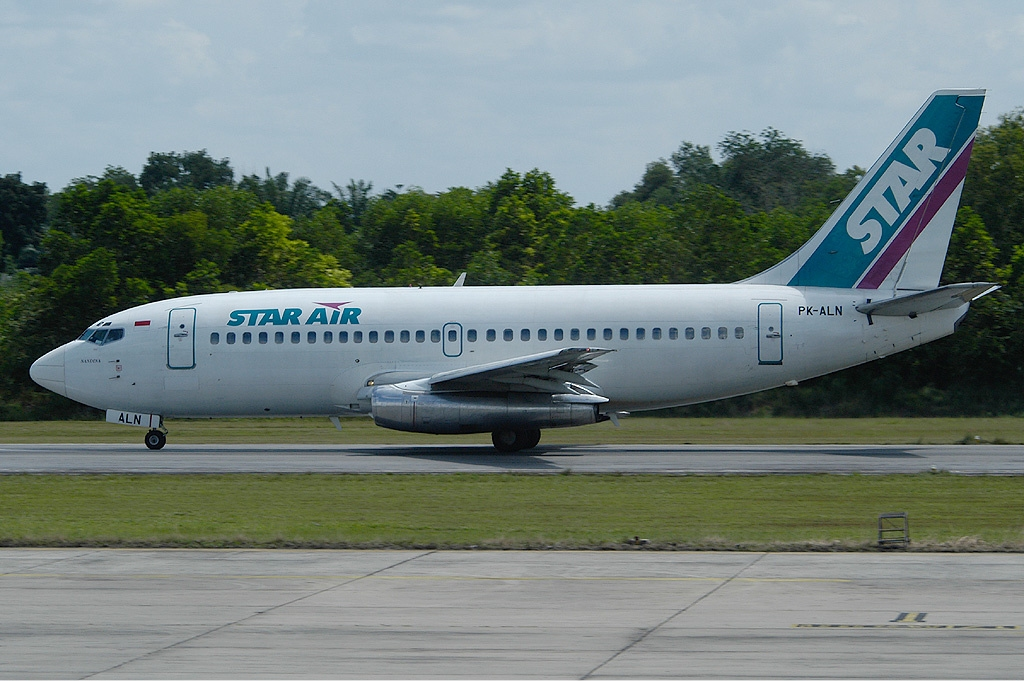
Boeing 737-200 da Star Air

A companhia aérea foi criada em 2000, período em que surgiram empresas privadas na Indonésia depois que o governo anunciou a desregulamentação das companhias aéreas no país. A licença da Star Air foi revogada pelo governo em 2008 devido à inatividade.

## Frota

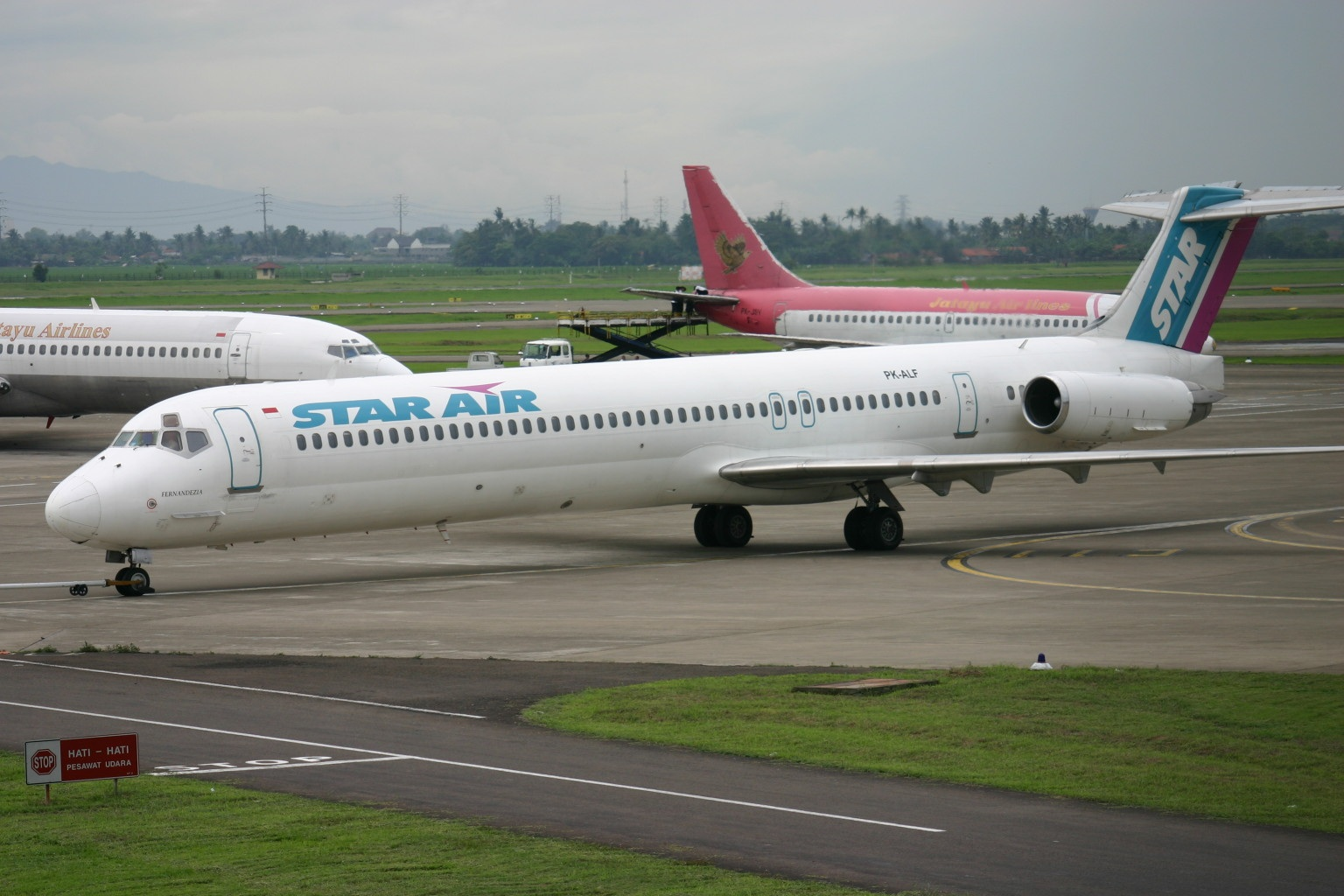
Um McDonnell Douglas MD-83 da Star Air

A frota da Star Air consistia nas seguintes aeronaves:
| Aeronaves               | Total | Notas |
| ----------------------- | ----- | ----- |
| Boeing 737-200          | 4     |       |
| McDonnell Douglas MD-82 | 2     |       |
| McDonnell Douglas MD-83 | 2     |       |
| Total                   | 8     |       |